# Kategoria Superiore 2009-2010
La Kategoria Superiore 2009-2010 fu la 71ª edizione del campionato albanese di calcio. La stagione è incominciata il 23 agosto 2009 per terminare il 19 maggio 2010. Il torneo è stato vinto dalla Dinamo Tirana, al suo diciottesimo titolo.
Capocannoniere del torneo fu Daniel Xhafaj (Besa Kavajë) con 18 reti.

## Formula
Come nella stagione precedente le squadre partecipanti furono 12 e disputarono un turno di andata-ritorno-andata per un totale di 33 partite.
Le ultime due classificate furono retrocesse in Kategoria e Parë mentre terzultima e quartultima giocarono uno spareggio contro la terza e la quarta della seconda serie per la permanenza nel massimo campionato.
Le squadre qualificate alle coppe europee furono quattro: la vincente del campionato fu ammessa alla UEFA Champions League 2010-2011; la seconda, la terza classificata e la vincente della coppa d'Albania alla UEFA Europa League 2010-2011.

## Squadre partecipanti
| Squadra       | Città   | Stadio | Stagione 2008-2009 |
| ------------- | ------- | ------ | ------------------ |
| KF Laçi       | Laç     |        | Kategoria e Parë   |
| KF Tirana     | Tirana  |        | Campione d'Albania |
| Dinamo Tirana | Tirana  |        | 3º                 |
| Besa Kavajë   | Kavajë  |        | 7º                 |
| Vllaznia      | Scutari |        | 2º                 |
| Teuta Durrës  | Durazzo |        | 4º                 |
| Skënderbeu    | Coriza  |        | Kategoria e Parë   |
| Shkumbini     | Peqin   |        | 5º                 |
| KS Kastrioti  | Croia   |        | Kategoria e Parë   |
| KS Flamurtari | Valona  |        | 6º                 |
| Apolonia Fier | Fier    |        | 8º                 |
| KS Gramozi    | Ersekë  |        | Kategoria e Parë   |

## Classifica finale
|                    | Pos. | Squadra           | Pt | G  | V  | N | P  | GF | GS | DR  |
| ------------------ | ---- | ----------------- | -- | -- | -- | - | -- | -- | -- | --- |
| Albania (bandiera) | 1.   | Dinamo Tirana     | 61 | 33 | 19 | 4 | 10 | 56 | 42 | +14 |
|                    | 2.   | Besa Kavajë       | 53 | 33 | 15 | 8 | 10 | 42 | 23 | +9  |
|                    | 3.   | Tirana            | 52 | 33 | 15 | 7 | 11 | 38 | 32 | +6  |
|                    | 4.   | Laçi              | 51 | 33 | 15 | 9 | 9  | 35 | 28 | +7  |
|                    | 5.   | Flamurtari Valona | 47 | 33 | 13 | 8 | 12 | 42 | 39 | +3  |
|                    | 6.   | Vllaznia          | 46 | 33 | 13 | 7 | 13 | 34 | 39 | -5  |
|                    | 7.   | Shkumbini         | 45 | 33 | 13 | 6 | 14 | 33 | 33 | 0   |
|                    | 8.   | Teuta             | 45 | 33 | 13 | 6 | 13 | 33 | 40 | -7  |
|                    | 9.   | Skënderbeu        | 42 | 33 | 11 | 9 | 13 | 41 | 41 | 0   |
|                    | 10.  | Kastrioti (-3)    | 42 | 33 | 13 | 6 | 14 | 33 | 35 | -2  |
|                    | 11.  | Apolonia Fier     | 38 | 33 | 10 | 8 | 15 | 36 | 43 | -7  |
|                    | 12.  | Gramozi           | 26 | 33 | 6  | 8 | 19 | 25 | 43 | −18 |

Legenda:

      Campione d'Albania e ammesso alla UEFA Champions League
      Ammesso alla UEFA Europa League
      Retrocesso in Kategoria e Parë
Note:

Tre punti a vittoria, uno a pareggio, zero a sconfitta.
Kastrioti penalizzato di 3 punti.

## Play-off retrocessione
| Elbasan 26 maggio 2010, ore 16:30 CEST       | Skënderbeu | 1 – 0 | Kamza | Stadio Ruzhdi Bizhuta |
| \| \| \| \| \| Asllani 2’ \| Marcatori \| \| |            |       |       |                       |
|                                              |            |       |       |                       |
| Asllani 2’                                   | Marcatori  |       |       |                       |

| Tirana 27 maggio 2010, ore 16:30 CEST       | Kastrioti | 1 – 0 | Lushnja | Stadio Qemal Stafa |
| \| \| \| \| \| Abazaj 3’ \| Marcatori \| \| |           |       |         |                    |
|                                             |           |       |         |                    |
| Abazaj 3’                                   | Marcatori |       |         |                    |

## Verdetti
- Campione: Dinamo Tirana
- Qualificata alla UEFA Champions League: Dinamo Tirana
- Qualificata alla UEFA Europa League: Besa Kavajë, KF Tirana, KF Laçi
- Retrocessa in Kategoria e Parë: Apolonia Fier, KS Gramozi

## Statistiche e record

### Classifica marcatori
| Gol |  |  | Giocatore       | Squadra                   |
| --- |  |  | --------------- | ------------------------- |
| 18  |  |  | Daniel Xhafaj   | Besa Kavajë               |
| 16  |  |  | Elis Bakaj      | Dinamo Tirana             |
| 15  |  |  | Mladen Brkić    | Apolonia Fier             |
| 15  |  |  | Migen Memelli   | Tirana/ Flamurtari Valona |
| 14  |  |  | Arlind Nora     | Laçi                      |
| 13  |  |  | Fatjon Sefa     | Dinamo Tirana             |
| 11  |  |  | Miliam Guerrib  | Skënderbeu                |
| 10  |  |  | Vangjel Mile    | Teuta                     |
| 9   |  |  | Gjergj Muzaka   | Tirana                    |
| 9   |  |  | Ilirjan Çaushaj | Shkumbini                 |
| 9   |  |  | Bekim Balaj     | Vllaznia                  |
| 8   |  |  | Oriand Abazaj   | Kastrioti                 |
| 8   |  |  | Armando Sadiku  | Gramozi                   |

### Capoliste solitarie
- Dalla 6ª giornata alla 33ª giornata:  Dinamo Tirana

### Record
- Maggior numero di vittorie:  Dinamo Tirana (19)
- Minor numero di sconfitte:  Laçi (9)
- Migliore attacco:  Dinamo Tirana (45 gol fatti)
- Miglior difesa:  Besa Kavajë (26 gol subiti)
- Miglior differenza reti:  Dinamo Tirana (+14)
- Maggior numero di pareggi:  Laçi e  Skënderbeu (9)
- Minor numero di pareggi:  Dinamo Tirana (4)
- Minor numero di vittorie:  Gramozi (6)
- Maggior numero di sconfitte:  Gramozi (19)
- Peggiore attacco:  Gramozi (25 gol fatti)
- Peggior difesa:  Gramozi e  Apolonia Fier (43 gol subiti)
- Peggior differenza reti:  Gramozi (-18)